# Tiora majuspunctata
Tiora majuspunctata är en fjärilsart som beskrevs av Ruggero Verity 1934. Tiora majuspunctata ingår i släktet Tiora och familjen juvelvingar. Inga underarter finns listade i Catalogue of Life.